# Amour-propre
Amour-propre (Frans: [amuʁ pʁɔpʁ]; let. 'zelfliefde') is een Franse term die op verschillende manieren kan worden vertaald als "eigenliefde", "eigenwaarde" of "ijdelheid".

## Filosofie
In de filosofie is het een term die wordt gebruikt door Jean-Jacques Rousseau, die het contrasteert met een ander soort eigenliefde die hij amour de soi noemt. Volgens Rousseau is het verschil tussen de twee dat amour-propre ervan uitgaat dat het gevoel van eigenwaarde alleen kan worden gevonden door de goedkeuring van anderen te krijgen, terwijl amour de soi iemands gevoelens voor zichzelf alleen betrekking van zichzelf over zichzelf betreft, zonder interactie van derden. Volgens Rousseau is amour de soi primitiever en verenigbaar met heelheid en geluk, terwijl amour-propre een vorm van eigenliefde is die uitsluitend ontstond met het verschijnen van de samenleving en het daaruit voortvloeiende vermogen van individuen om zichzelf met elkaar te vergelijken. Rousseau dacht dat amour-propre onderhevig was aan corruptie, waardoor ze ondeugd en ellende veroorzaakten. Daarnaast kan amour-propre, door ons te begeleiden om de goedkeuring en erkenning van anderen te zoeken, een positieve bijdrage leveren aan deugdzaamheid.
De term amour-propre dateert van vóór Rousseau en wordt gevonden in de geschriften van Blaise Pascal, La Rochefoucauld, Pierre Nicole, Jacques Abbadie en vele anderen. Pascal verafschuwde eigenliefde, zelfrespect, ego en ijdelheid, en omdat dit voor hem uitwisselbare termen waren, dit misschien het zelf in de plaats van God plaatst. Hij suggereerde dat het onbillijk was dat we geboren zijn met het verlangen om door anderen geliefd te worden, maar onvermijdelijk vanwege de gevolgen van de zondeval, of de erfzonde. Het christendom zou de enige echte remedie tegen deze ellendige staat van de mens die bekend staat als amour-propre.